# ویلی فیتینگ
ویلی فیتینگ (انگلیسی: Willy Fitting; ۲۵ ژانویهٔ ۱۹۲۵ – ۲۶ آوریل ۲۰۱۷) ورزشکار شمشیربازی اهل سوئیس بود.
وی در مسابقات کشوری و بین‌المللی در مجموع برندهٔ ۱ مدال برنز شده‌است.